# Rudolf Wienecke
Rudolf Wienecke (* 5. Mai 1925 in Burgsteinfurt; † 17. Mai 2011 in München) war ein deutscher Physiker. Er war u. a. Direktor des Instituts für Plasmaforschung der Universität Stuttgart und Präsident der Universität der Bundeswehr München.

## Leben
Wienecke studierte Physik an der Universität Breslau und der Westfälischen Wilhelms-Universität in Münster. 1952 wurde er zum Dr. rer. nat. promoviert. Danach war er am  Erlanger Atomforschungslabor tätig. Er habilitierte sich 1957 an der Universität Kiel.
1960 wurde er wissenschaftliches Mitglied der Max-Planck-Gesellschaft. 1961 übernahm er eine Dozentur und 1964 eine außerplanmäßige Professur an der Ludwig-Maximilians-Universität München. Er war Mitbegründer des Max-Planck-Instituts für Plasmaphysik (IPP) in Garching und wirkte kurzzeitig an der Stanford University.
1969 wurde er ordentlicher Professor an der Universität Stuttgart und baute das dortige Institut für Plasmaforschung (IPF) auf. 1973 wurde er wissenschaftlicher Direktor des MPI in Garching. 1982 wurde er Präsident der Hochschule der Bundeswehr in München-Neubiberg. 1987 kehrte er zurück nach Stuttgart. 1990 wurde er emeritiert.
Ferner war er u. a. Mitglied des Beratungsgremiums der Europäischen Atomgemeinschaft (EURATOM).
Wienecke galt als Pionier der Fusionsforschung.

## Auszeichnungen
- 1982: Bundesverdienstkreuz am Bande
- 1986: Bundesverdienstkreuz 1. Klasse
- Bayerischer Verdienstorden